# Star Wars : Le Pouvoir de la Force II
 (octobre 2019).
Si vous disposez d'ouvrages ou d'articles de référence ou si vous connaissez des sites web de qualité traitant du thème abordé ici, merci de compléter l'article en donnant les références utiles à sa vérifiabilité et en les liant à la section « Notes et références ».
Star Wars : Le Pouvoir de la Force II est un jeu vidéo de type beat them all (action) développé et édité par LucasArts, distribué en octobre 2010 sur une multitude de plates-formes.
Il s'agit de la suite du jeu vidéo Star Wars : Le Pouvoir de la Force.

## Synopsis
La trame se situe entre les épisodes III et IV de Star Wars. Le personnage principal est, si l'on en croit Dark Vador, un clone de son apprenti caché qui s'est sacrifié pour sauver la Rébellion naissante (voir fin de Star Wars : Le Pouvoir de la Force). Dark Vador se rend sur la planète Kamino afin de mettre à exécution un plan qui aura pour but de réduire à néant l'héritage de son apprenti. Seulement, tout ne se passe pas comme prévu : alors que Starkiller ne se résout pas à éliminer une copie de Juno Eclipse, une vision de Dark Vador lui transperçant le dos avec son sabre laser lui revient en mémoire. Il se retourne donc contre ce dernier et fuit vers Cato Neimoidia où son mentor, le Maître Jedi et Général de l'Alliance, Rahm Kota, est retenu captif. Sa quête d’identité commence alors, avec pour unique piste Juno Eclipse, et la seule personne susceptible de le mener jusqu’à elle est le Général Rahm Kota. Starkiller fini par retrouver le Maître Jedi en fâcheuse posture dans une arène Nemoidienne. Ils parviennent à fuir Cato Neimoidia malgré le Gorog que le Baron Tarko a lâché sur eux. Starkiller, perdu, est attiré d'instinct vers le système de Dagobah où il se rend seul. Sur la planète des marais, il rencontre Yoda sans savoir de qui il s'agit. Il explore la Grotte du Mal et a la vision d'une attaque imminente sur la flotte Rebelle et sur Juno. Il décide donc de servir la cause de l’Alliance Rebelle. Il se rend sur place, et découvre qu'il arrive trop tard : le vaisseau est abordé et Juno est enlevée sous ses yeux. Starkiller joue un rôle important dans la bataille du Délivrance (une frégate nébulon B de la flotte Rebelle) : il repousse pratiquement seul l'abordage lancé par les commandos d'élites Impériaux et Boba Fett, et permet à la flotte d'attaquer Kamino. Pendant la bataille de Kamino, Starkiller est contraint de faire s'écraser le Délivrance sur la Cité de Timira. Au cours de sa progression, il découvre que Dark Vador a créé une armée de clones. Kota le supplie de revenir pour aider la Rébellion. À regret, il refuse et affronte Dark Vador qui parvient à s'enfuir. Menaçant de tuer Juno qu'il avait faite enlever, Vador ordonne à Starkiller de le rejoindre et d'éliminer chaque chef Rebelle. Mais Juno, dans un ultime effort, se saisit d'un des sabres laser de Starkiller et tente d'abattre Vador qui la projette violemment dehors en guise de représailles. Starkiller, persuadé de la mort de la femme qu'il aime, se déchaîne sur le Seigneur Noir des Sith. Juste au moment où il s’apprête à l'achever, Kota parvient à le raisonner et met Dark Vador aux arrêts. Le Seigneur Noir des Sith est transféré vers la base Rebelle secrète de Dantooïne à bord du Rogue Shadow, suivi de près par Boba Fett. Si le joueur choisit la fin du Côté Obscur, Starkiller tentera d'achever Dark Vador, mais un clone, qui s'avérera être le "clone parfait", transpercera Starkiller avec son sabre laser, et éliminera le Général Rahm Kota ainsi que tous les membres de l'Alliance Rebelle.
Tout au long de l'histoire, le doute persiste : est-il un clone ou bien est-il le véritable Starkiller, à qui Dark Vador aurait fait subir un lavage de cerveau pour mieux l'asservir ?
Voyant les deux fins possibles de l'histoire et les allusions confuses de Dark Vador tout au long du jeu (tantôt il lui parle comme s'il était le vrai Starkiller, tantôt il lui dit qu'il n'est qu'un clone de lui, "une expérience ratée"), l'on opterait plutôt pour la première possibilité : ce n'est pas le genre de Dark Vador de se donner autant de mal juste pour récupérer "quelque chose d'imparfait" ou "raté". Le voile n'est pas entièrement levé à la fin de cet opus et les cinématiques à débloquer ne nous sont pas d'un grand secours non plus, puisque nous ne savons pas précisément en quel point du temps elles prennent place.

## Personnages
- Galen Marek alias Starkiller
- Général Rahm Kota
- Dark Vador
- Juno Eclipse
- PROXY
- Boba Fett
- Yoda
- Baron Tarko

## Ennemis
- Stormtroopers
- Jumptroopers
- TR-TT
- AT-MP
- Gorog (boss)
- Droïde-araignée exterminateur (boss)
- Acolytes Sith
- Soldats anti-émeutes
- Gardes Épéistes
- Exterminateurs Impériaux
- Droïdes-araignées
- Dark Vador (boss)
- Clone de Starkiller
- Clone Sith de Starkiller (fin Dark Vador, Côté Obscur)
- Boba Fett

## Lieux
- Kamino (1/2)
- Cato Neimoidia
- Dagobah
- Le Délivrance
- Kamino (2/2)

## Pouvoirs de la Force
Dans Star Wars : Le Pouvoir de la Force II, Starkiller dispose de nombreux pouvoirs. Chaque pouvoir peut être amélioré grâce aux points d'expérience. Voici l'ordre dans lequel on les obtient :
- Sabre : ce n'est pas vraiment un pouvoir, mais il peut quand même être augmenté afin de réaliser des attaques plus puissantes.
- Projection de Force : ce pouvoir sert à envoyer une boule de force afin de repousser la cible.
- Éclair de Force : le fameux pouvoir Sith utilisé par l'Empereur Palpatine / Dark Sidious dans les films Star Wars.
- Préhension de Force : Starkiller utilise ce pouvoir pour envoyer une ou plusieurs cibles dans la direction souhaitée.
- Ruse du Jedi : si un ennemi est atteint par la Ruse du Jedi, il est contraint d'attaquer ses alliés ou de se suicider.
- Lancer de Sabre : comme son nom l'indique, ce pouvoir sert à envoyer ses sabres laser vers la cible.
- Répulsion : c'est le dernier pouvoir que vous débloquerez. Quand Starkiller utilise ce pouvoir, il envoie une déflagration de Force tout autour de lui, ce qui a pour effet de repousser les ennemis environnants.

## Couleur de sabre laser
- Rouge : écarlate
- Orange : chaos
- Bleu : méditation
- Violet : projection
- Rose : furie
- Vert : guérison
- Bleu pâle : concentration
- Vert pâle : régénération
- Blanc : sagesse
- Noir : désintégration

## Coffret Collector Edition
Ce coffret coûte aux environs de 80 € et regroupe :
- Une clé USB de 2 Go représentant Starkiller
- Un boitier en métal
- Des tenues pour votre personnage
- Trois niveaux bonus pour le nouveau mode Challenge
- Un sabre laser Crystal exclusif
- un artbook contenant des illustrations du jeu

## Nouveautés
- Starkiller est dorénavant armé d'un sabre laser dans chaque main
- Nouveaux combos dévastateurs
- Une jauge Mode Furie permettant de décupler la puissance des pouvoirs utilisant la Force
- Un nouveau pouvoir : Ruse Jedi, qui vous sert à manipuler l'esprit de vos ennemis
- Un système de contre-attaque est à présent dans le jeu
- Vous pouvez démembrer vos ennemis à coup de sabre laser
- Chaque couleur de sabre laser possède son atout.

## Contenu téléchargeable
- Pack DLC Endor ajoutant de nouveaux objectif, tenues et succès.

## Autres supports

### Livres
Le Pouvoir de la Force II : Adaptation du jeu vidéo en roman par Sean Williams paru en français chez Fleuve Noir.

### Comics
Le Pouvoir de la Force II : Comics retraçant les aventures de Boba Fett en parallèle du jeu vidéo. Paru en français aux éditions Delcourt.